# Octavio Raja Gabaglia

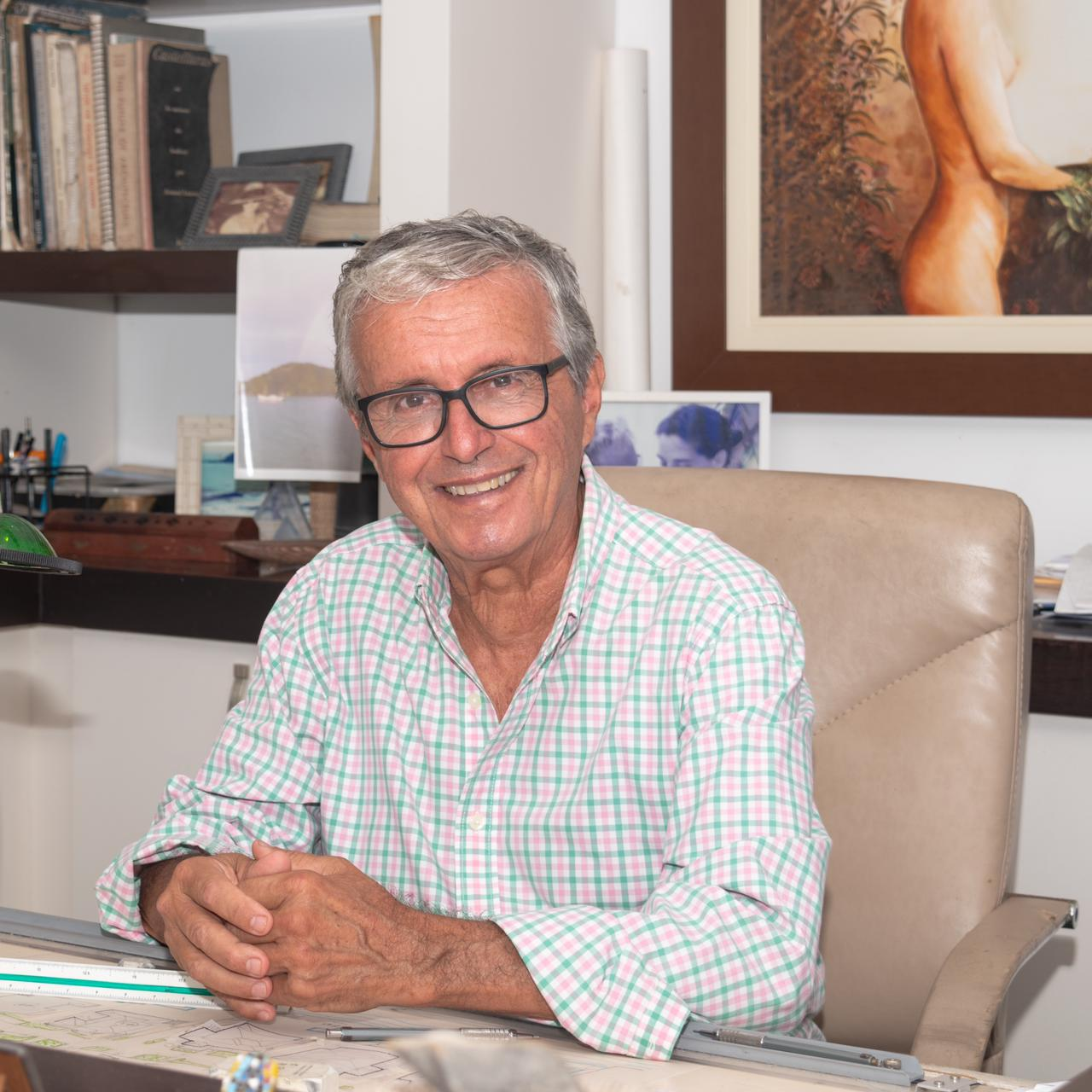
Octavio Raja Gabaglia Pena

Octavio Raja Gabaglia, também conhecido por Otavinho, é um arquiteto e urbanista nascido no Rio de Janeiro (1946), criador de um gênero arquitetônico reconhecido como “Estilo Búzios”, que tem como destaque unidades de apenas dois andares, telhado em níveis e pilares de madeira aparentes, mantendo a harmonia da construção com a paisagem.
Idealizou e projetou, na década de 1950, em Búzios, na Região dos Lagos fluminense, a pedido da administração pública da época, a Rua das Pedras, um dos pontos turísticos mais famosos do país.
Foi vereador (1983-1988), onde teve a oportunidade de indicar a lei, que já vigorava informalmente, por sua influência, que limita as construções de Búzios a dois andares. Após a emancipação político administrativa (Búzios era distrito de Cabo Frio) a lei foi mantida e vigora até hoje.
Ainda reside em Búzios e recebeu da Assembleia Legislativa do Estado do Rio de Janeiro (ALERJ) (2022) a Medalha Tiradentes, por serviços prestados ao estado do Rio de Janeiro por meio do trabalho como arquiteto e homem público.